# Silo (Bijbelse plaats)
Silo (Hebreeuws: שילה, Schilo, Schiloh, betekenis onzeker, mogelijk "Plaats van rust") is in de Hebreeuwse Bijbel een plaats in het noordelijke Koninkrijk Israël. Het wordt met het huidige Khirbet Seilun geïdentificeerd, een tell die in modern Hebreeuws Tel Shiloh wordt genoemd.

## Hebreeuwse Bijbel
Toen de Israëlieten onder leiding van Jozua het land veroverd hadden, kwamen alle Israëlieten samen in Silo en werd daar de tabernakel geplaatst (Jozua 18:1). In de tabernakel stond de ark van het verbond, wat werd gezien als een teken dat JHWH bij Zijn volk was. Volgens de Talmoed stond de ark 369 jaar in Silo, voordat deze werd gebruikt in de strijd tegen de Filistijnen, waarbij de ark door hen werd buitgemaakt (1 Samuel 4:3-11).
Silo was een van de belangrijkste centra voor aanbidding van de Israëlieten in de pre-monarchische periode, door de aanwezigheid van de tabernakel en de ark van het verbond. Het volk maakte een jaarlijkse bedevaart naar Silo voor grote feesten en offers en in Rechters 21:19-23 wordt gesproken over een jaarlijks ritueel, waarbij in dit geval maagden door een wijngaard dansten en door leden van de stam Benjamin werden geroofd ter vervanging van hun overleden vrouwen.

### Profeten uit Silo
De profeet Ahia woonde te Silo ten tijde van Salomo en Jerobeam I.
Toen de profeet Samuel geroepen werd, gebeurde dit ook in Silo waar hij diende in de tabernakel onder de hogepriester Eli.

### Silo vergaan
Meer dan driehonderd jaar na Samuel was van Silo niet meer over dan een ruïne. Volgens Jeremia was het lot van Silo een waarschuwing voor de inwoners van Juda en Jeruzalem dat JHWH met Jeruzalem hetzelfde zou doen als met Silo, namelijk dat de plaats verwoest zou worden (Jeremia 7:12-15; 26:5-9).

## Documentaire hypothese
Volgens Richard Elliott Friedman waren de priesters uit Silo de elohistische bron in de documentaire hypothese. Zij zouden veel materiaal voor de deuteronomistische geschiedenis hebben verstrekt, waarbij de schrijver(s) hiervan (Jeremia of iemand die sterk aan hem verwant was) een afstammeling was van deze priesters. Als die theorie klopt, zou Silo een zeer belangrijke bron zijn voor de verhalen in de Hebreeuwse Bijbel.